# КСЛІ-Динамо-НПУ
«КСЛІ-Динамо-НПУ» (раніше «Динамо», Динамо-НПУ) — жіноча баскетбольна команда з Києва, заснована 1929 року. Дворазовий чемпіон СРСР (1949, 1991), чемпіон СНД (1992), дворазовий володар Кубка СРСР (1950, 1951). Володар Кубка Ронкетті 1988. Фіналіст Кубка європейських чемпіонів 1991 і 1992. Багаторазовий чемпіон України.
Домашні ігри проводить у спортивному комплексі Національного педагогічного університету ім. М. Драгоманова.

## Історія

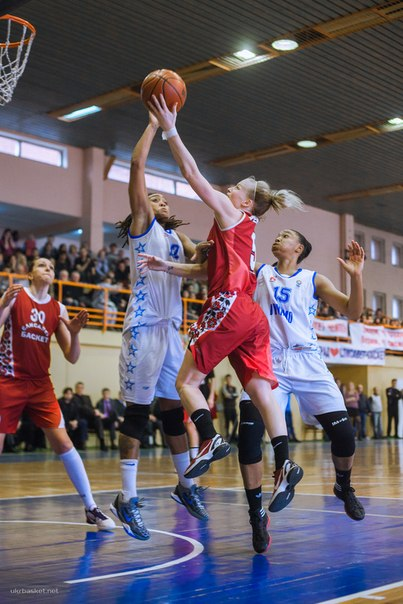
«Динамо-НПУ» — «Єлисавет-Баскет» (фінальний матч сезону 2012/13)

Жіноча баскетбольна команда «Динамо» (Київ) створена 1929 року. Найвище досягнення в довоєнних чемпіонатах СРСР — 7-е місце (1940). Того ж року капітан команди, Галина Факторова, першою серед киянок отримала звання заслуженого майстра спорту.
Найбільших успіхів клуб досяг у перше повоєнне десятиліття: чемпіон країни 1949 року, срібний призер — 1950-го, бронзовий — 1945-го, володар Кубка СРСР 1950 і 1951 рр., фіналіст 1949 року. Ці досягнення пов'язані з приходом нового тренера — Міркіяна Єгорова (його називали «Мір»), який переїхав до Києва зі Свердловська 1947 року. Разом із ним до «Динамо» перейшла дружина-баскетболістка Юлія Бурдіна, яка була майстринею дальніх кидків.
Чемпіонський склад-1949: Юлія Бурдіна, Віра Венцлавек, Людмила Висоцька, Галинська, Марія Козловська, Антоніна Кравченко, Ніна Піменова, Зоя Стасюк, Валентина Таганьян, Галина Факторова, тренер — Маркіян Опанасович Єгоров. Три гравці задньої лінії: низькі (лише 155 см) Бурдіна, Піменова й Таганьян швидко розпасовували м'яча і чекали, поки під щитом відкриються Козловська, Симонова, Висоцька або Стасюк, які завершували атаки. Також наприкінці 40-х — на поч. 50-х за команду виступали Галина Барановська, Валентина Назаренко, Тамара Максимова й Ольга Щепенникова.
1950 року Піменова, Бурдіна та Стасюк у складі збірної СРСР взяли участь у першому жіночому чемпіонаті Європи. Радянська команда стала переможцем турніру.
Зміна поколінь та недостатня увага товариства «Динамо» до потреб баскетболісток спричинила відхід провідних гравців. Завершили кар'єру Марія Козловська та Галина Факторова, які грали ще з 1930-х. До товариства «Наука», де були кращі матеріальні умови, перейшли Тамара Симонова, Валентина Таганьян, Емма Акопян, Лілія Досичева, Юлія Бурдіна й молодші баскетболістки, які вирішили стати студентками КПІ. 1952 року Зоя Стасюк у складі збірної Радянського Союзу вдруге виграла чемпіонат Європи. Разом із нею за національну команду виступала ще одна представниця київського «Динамо», випускниця Київського інституту фізкультури, Валентина Назаренко.
1953 року «Динамо» покинув Мір Єгоров. Тренер так і не добився покращення матеріальних і тренувальних умов команди і перейшов у товариство «Наука», взявши під опіку розвиток жіночого баскетболу в Київському політехнічному інституті. Команда значно погіршила результати й узагалі вилетіла з класу «А». Згодом, повернувшись до найвищої ліги киянки були близькі до нагород аж 1965 року, коли посіли 4-е місце в чемпіонаті.
Київське «Динамо» — п'ятиразовий чемпіон ЦР «Динамо».

## Команда
Основний склад (2015 - 2016)
| №  | Прізвище, ім'я     | Позиція  | Країна | Дата народження | Зріст  | Вага  |
| -- | ------------------ | -------- | ------ | --------------- | ------ | ----- |
| 5  | Ольга Сівакова     | захисник |        | 30/11/1992      | 160 см | 50 кг |
| 6  | Валентина Воронова | захисник |        | 01/07/1980      | 170 см | 65 кг |
| 7  | Наталія Цюбик      | захисник |        | 11/04/1998      | 180 см | 64 кг |
| 9  | Юлія Лапшинова     | захисник |        | 30/03/1981      | 175 см | 78 кг |
| 10 | Тетяна Лисенко     | форвард  |        | 26/03/1993      | 180 см | 71 кг |
| 11 | Катерина Чуркіна   | форвард  |        | 27/05/1996      | 180 см | 57 кг |
| 15 | Єлизавета Якутович | форвард  |        | 25/12/1998      | 181 см | 68 кг |
| 23 | Вікторія Кондусь   | захисник |        | 11/03/1997      | 173 см | 63 кг |
| 25 | Олена Рижова       | форвард  |        | 20/12/1997      | 181 см | 63 кг |

## Відомі гравчині
- Климова Наталя Генрихівна — олімпійська чемпіонка.
- Жирко Олена Миколаївна — олімпійська чемпіонка.
- Ткаченко Марина Іванівна — олімпійська чемпіонка.
- Кочергіна Феодора Григорівна — чемпіонка світу.
- Пивоварова Інеса Олександрівна — чемпіонка світу.
- Довгалюк Оксана Іванівна — чемпіонка Європи.
- Піменова Ніна Вікторівна[it] — чемпіонка Європи.
- Стасюк Зоя Леонтіївна[it] — чемпіонка Європи.
- Бурдіна Юлія[it] — чемпіонка Європи.
- Мельниченко Галина Миколаївна — чемпіонка Європи.